# 愤怒的小鸟2
《愤怒的小鸟2》是Rovio娛樂開發的休閒益智遊戲，於2015年公佈，該遊戲是憤怒鳥系列第12款遊戲。遊戲中加入卡牌與培養要素，並加入新的小鳥，名為炫舞銀（Silver），以及增加新的法寶，關卡也改為多個階段。
Rovio娛樂曾在2015年3月5日於加拿大地區App Store試發行，當時名稱是用“憤怒鳥：衝破搗蛋豬”（Angry Birds Under Pigstruction），在7月16日時，官方宣佈該遊戲是憤怒鳥的續作，名稱將定為「憤怒鳥2」，並於7月30日全球iOS、Android上架發行。游戏在App Store分为三个版本：国际版 （页面存档备份，存于）、港台版和中国大陆版 （页面存档备份，存于），其中，中国大陆版由昆仑游戏代理、李易峰代言。

## 玩法

遊戲截圖

與前作憤怒鳥相同，玩家可控制一架彈弓，將小鳥們發射出去，擊倒由冰塊、木材和石塊等材料搭成的建築物與綠色小豬們，遊戲過關目標是消滅關卡所有小豬。小豬可使用小鳥直接擊殺，或透過打擊建築使其倒塌而間接消滅小豬。
然而與前作不同的是，遊戲關卡改成多個階段，玩家須擊倒每個階段的所有小豬，才能進入下一階段。遊戲亦增加了卡牌要素，小鳥與法寶都顯示在卡牌上，卡牌在同一時間只顯示前三張，其餘多的卡牌則蓋上不顯示，玩家可在顯示的三張卡牌決定小鳥與法寶的發射順序。在關卡中若能量棒滿格，或是在關卡中打爆金豬，皆可多得一張卡片。
遊戲中的小鳥亦加入培養要素，玩家可收集一定數量的羽毛來提升小鳥的等級，羽毛可從競技場中或是過關後的寶箱中取得。

### 遊戲模式
遊戲分為多個模式，包括地圖關卡、每日挑戰、戰慄國王豬、競技場、神鷹訓練營、家族活動、家族對戰。

#### 地圖關卡
每關的階段數二至六個不等，玩家必須擊倒關卡內每個階段的綠色小豬才過關，當通過一定的關卡後，將會在特定的關卡遇到魔王，與一般綠色小豬不同的是，頭目必須打到體力值耗盡或將頭目擊出場外才算擊倒，並且在頭目關卡內禁止使用法寶。

玩家必須在卡牌用完前擊倒關卡內所有階段的小豬，若在過關前卡片就用完，玩家可用寶石代幣獲得新的卡片繼續闖關，或是消耗體力重頭闖關。玩家總共有5點體力，闖關失敗而重頭闖關時，會扣掉1點體力，體力值會隨時間恢復，若體力值為0時則無法闖關。玩家只能等待體力值恢復，或使用寶石購買體力值，或看廣告恢復，才能繼續闖關。
遊戲中有5種法寶供玩家在該關卡開始前選擇是否使用（註：在頭目關卡裡禁止使用法寶）：
- 金色鴨鴨：使無數隻鴨子從天而降，擊倒建築物
- 暴風雪：使在場所有建築物結冰；由於冰塊沒有木塊及石頭穩固，所以有機會使建築物倒塌
- 熱辣辣椒：使在場隨機一隻小豬著火並爆炸
- 豬豬打氣筒：把在場部份小豬充氣，使它們變大
- 神鷹：能自動消滅整個階段的所有小豬，是5種法寶裡最有效的

以上5種法寶每個關卡最多只能使用一次（能量格滿後出來的隨機卡牌如為法寶則例外）。但如果在關卡開始前選擇使用的法寶在關卡中沒有使用的話，該法寶不會被回收，即當該關卡已使用了該法寶。

## 發行
2015年3月5日，以“憤怒鳥：衝破搗蛋豬”（Angry Birds Under Pigstruction）名稱，於加拿大地區App Store試發行。7月16日，官方宣佈該遊戲為憤怒鳥續作，名稱定為《憤怒鳥 2》，並準備於7月30日於全球iOS、Android上架發行。7月30日，於全球iOS、Android上架發行，中文版同步上市。。

## 評價
英國遊戲雜誌《Pocket Gamer》給予《憤怒鳥 2》評價為滿分10分中的7分，表示除遊戲畫面特效更精美外，其遊戲在益智遊戲設計上又更進一步。然而，在體力值設計上遭到抱怨，在用盡體力值後，除等待30分鐘，或是花費代幣，才能繼續闖關；但在總體上，《Pocket Gamer》網站仍然給予《憤怒鳥 2》是Rovio娛樂公司推出中最好的遊戲。多媒體和評論網站IGN給予《憤怒鳥 2》評價為滿分10分中的6.7分，並評比在攻擊豬豬之外，不斷改變的關卡以及有限的生命值，增加遊戲的樂趣。
在遊戲推出3天後，《憤怒鳥 2》下載次數超過1千萬次；在推出1星期後，下載次數超過2千萬次，於美國蘋果App Store免費下載排行榜上位居首位，Google Play免費下載排行榜則在第二。根據Rovio娛樂宣稱，《憤怒鳥 2》在100個國家的iOS遊戲排行榜上高居第一，並且在Android系統遊戲下載次數上排行第一。

## 外部連結
- 官方网站